# Karatxai-Txerquèssia
Karatxai-Txerquèssia, oficialment la República de Karatxai-Txerquèssia, és una república de Rússia situada al Caucas del Nord. Forma part administrativament del Districte Federal del Caucas Nord. Karatxai-Txerquèssia té una població de 469.865 (cens de 2021). Txerkessk és la ciutat més gran i la capital de la república.
Karatxai-Txerquèssia és una de les repúbliques ètniques de Rússia, que representa principalment el poble indígena karatxai (caucàsic-turquès) i el poble txerquès (circassià). Els karatxais formen el grup ètnic més gran amb el voltant del 44% de la població, seguits dels russos ètnics (27%) i els txerquessos (13%). Els txerquessos són majoritàriament de les tribus beslenei i kabardins. La república té cinc idiomes oficials: el rus, l'abazí, el txerquès(kabardí), el karatxai-balkar i el nogai.
La major part del territori de la república es troba dins de les muntanyes del Caucas, excepte una petita franja a la vora nord de l'estepa del Don. Karatxai-Txerquèssia limita amb el krai de Krasnodar a l'oest, el krai de Stàvropol al nord-est, Kabardino-Balkària al sud-est i una frontera internacional amb Geòrgia al sud-oest. L'Elbrús, la muntanya més alta d'Europa, es troba a la frontera amb Kabardino-Balkària.

## Geografia

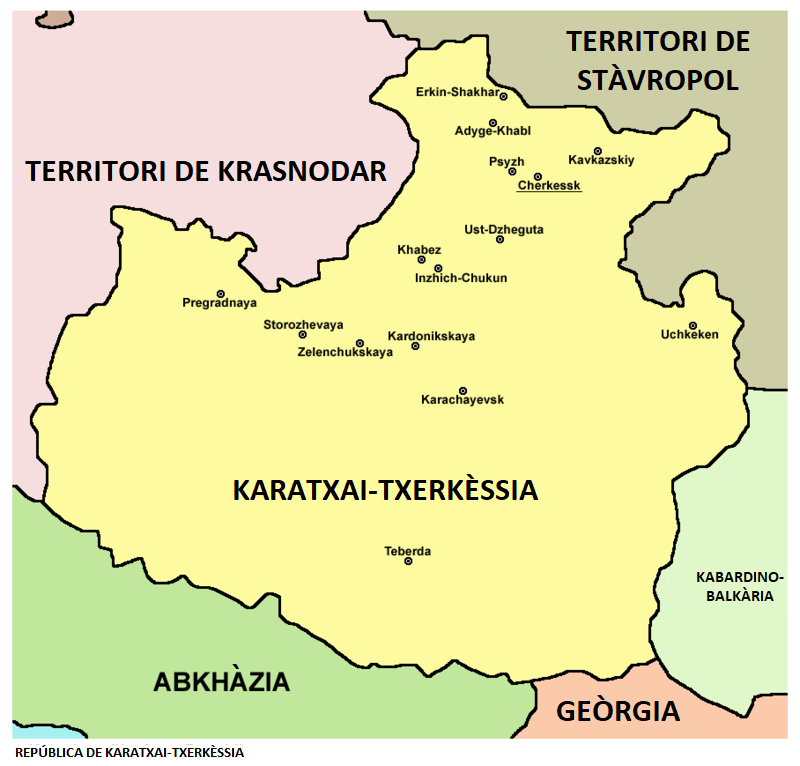
Mapa de la República de Karatxai-Txerquèssia

La república està situada als vessants del nord-oest del Caucas i limita amb el krai de Krasnodar a l'oest i al nord-oest, la República de Kabardino-Balkària al sud-est, Geòrgia (incloent Abkhàzia) al sud i oest, i amb el krai de Stàvropol al nord-est. S'estén al llarg de 140 kilòmetres de nord a sud i 170 km d'est a oest. Les muntanyes cobreixen el 80% del territori de la república. L'Elbrús, que amb 5642 msnm és el cim més alt del Caucas i d'Europa, es troba a la frontera de la república amb Kabardino-Balkària. La república és rica en recursos hídrics. Un total de 172 rius flueixen pel seu territori, sent el més gran el Kuban, el Bolxoi Zelentxuk, el Mali Zelentxuk, l'Urup i el Labà. Hi ha uns 130 llacs de muntanya d'origen glacial i abundància de fonts minerals. El clima és moderat, amb hiverns curts i estius llargs, càlids i humits. La temperatura mitjana de gener és de −3,2 °C i la temperatura mitjana de juliol és de 20,6 °C. La precipitació mitjana anual varia des dels 550 mm a les planes fins a 2500 mm a les muntanyes. Els recursos naturals inclouen or, carbó, argiles, entre d'altres.

## Història
La Província autònoma de Karatxai-Txerquèssia va ser fundada el 12 de gener de 1922, als primers anys de la Unió Soviètica. El 26 d'abril de 1926 es va dividir en l'Òblast Autònom Karatxai i l'Òkrug Nacional Txerquès. Aquest Districte Nacional Txerquès va ser elevat a l'estatus d'Òblast Autònom el 30 d'abril de 1928.
El 1943, l'Òblast Autònom Karatxai va ser abolit, el poble karatxai va ser acusat de col·laboració amb els nazis i posteriorment deportat a les repúbliques kazakh i uzbeka. La major part del territori karatxai es va dividir entre el krai de Stavropol i la RSS de Geòrgia. La resta del territori, poblat pels txerquessos, va ser designat com a Província Autònoma dels Txerquessos fins al 9 de gener de 1957 quan es va recuperar l'Òblast Autònom de Karatxai-Txerquèssia a les seves antigues fronteres a causa de la rehabilitació dels karatxais.
Amb la dissolució de la Unió Soviètica, el 3 de juliol de 1991, l'Òblast autònom va ser elevat a l'estatus de República Socialista Soviètica Autònoma de Karatxai-Txerquèssia (sota la jurisdicció de la RSFS Russa).
Després de les manifestacions del desembre de 1991, el Soviet Suprem de Karatxai-Txerquèssia va adoptar una crida per al reconeixement de les repúbliques individuals de cada ètnia que constituïa la regió. També el desembre de 1991, les paraules "socialista soviètica autònoma" van ser eliminades del nom oficial de Karatxai-Txerquèssia.
El gener de 1992, el president rus Borís Ieltsin estava disposat a acceptar la divisió de Karatxai-Txerquèssia i va presentar esborranys de llei al Soviet Suprem de Rússia per a la reconstitució de l'Òblast autònom Karatxai i de l'Òblast autònom de Txerquèssia dins de la nova Federació Russa. Al Soviet Suprem es va establir una comissió per a la formació de tres regions autònomes: la karatxai, la txerquessa i Batalpaixinsk.
El 28 març de 1992 es va celebrar un referèndum en el qual, segons els resultats oficials, la majoria de la població de Karatxai-Txerquèssia va votar en contra de la divisió de la república, i el 9 de desembre de 1992, la república va ser reconeguda com a República de Karatxai-Txerquèssia.

## Política

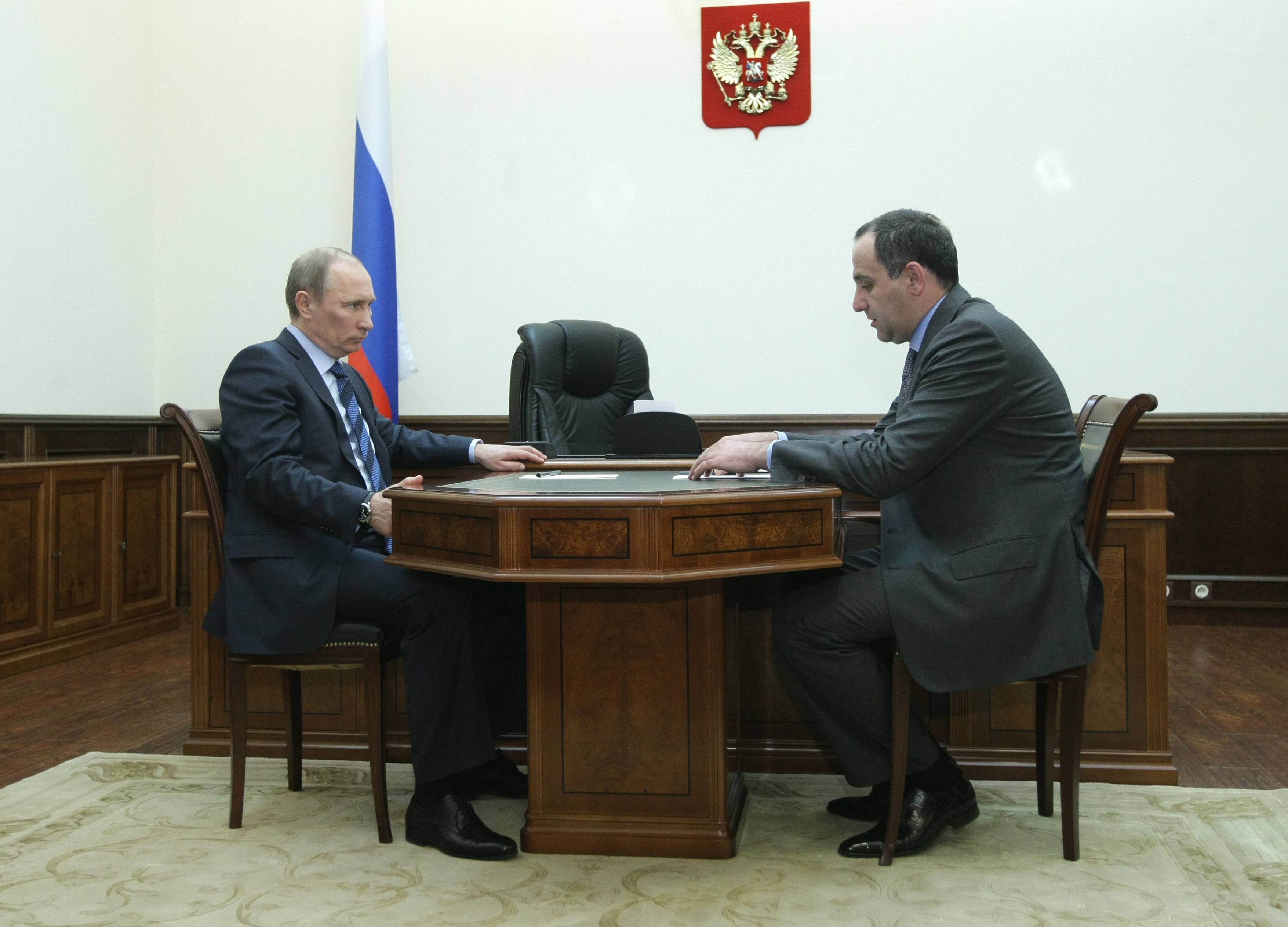
Raixid Temrezov amb Vladímir Putin, el maig de 2011

La república està dirigida pel Cap de la República de Karatxai-Txerquèssia (fins al 28 de juny de 2012, el títol oficial era "President"). Fins al febrer de 2011, el president era Boris Ebzeiev, un antic jutge del Tribunal Constitucional de la Federació Russa. Raixid Temrezov és actualment el cap de la república.
La tensió ètnica és un problema considerable a la república. El maig de 1999, Karatxai-Txerquèssia va dur a terme les seves primeres eleccions presidencials regionals lliures. Quan Vladimir Semionov, un karatxai, va guanyar les eleccions sobre Stanislav Derev, un circassià, hi va haver protestes dels partidaris de Derev, amb acusacions generalitzades de frau. Més tard, una decisió judicial va confirmar el resultat de les eleccions, i va provocar que milers de partidaris de Derev marxessin en protesta, molts defensant la partició de la república.
Tot i que l'activitat dels independentistes a la regió és petita en comparació amb les repúbliques properes de Txetxènia i el Daguestan, existeixen grups militants i insurgents a Karatxai-Txerquèssia que defensen la secessió. Un cotxe bomba que va matar dues persones el març del 2001 va ser acusat als separatistes txetxens. S'han format grups separatistes musulmans, i desenes dels seus membres han estat assassinats per les autoritats russes.
El setembre de 2007, l'SFS va matar l'abazí Rustam Ionov ("Abu-Bakar"), cap de la Jamaat (assemblea) de Karatxaevo, juntament amb la seva dona.

## Demografia

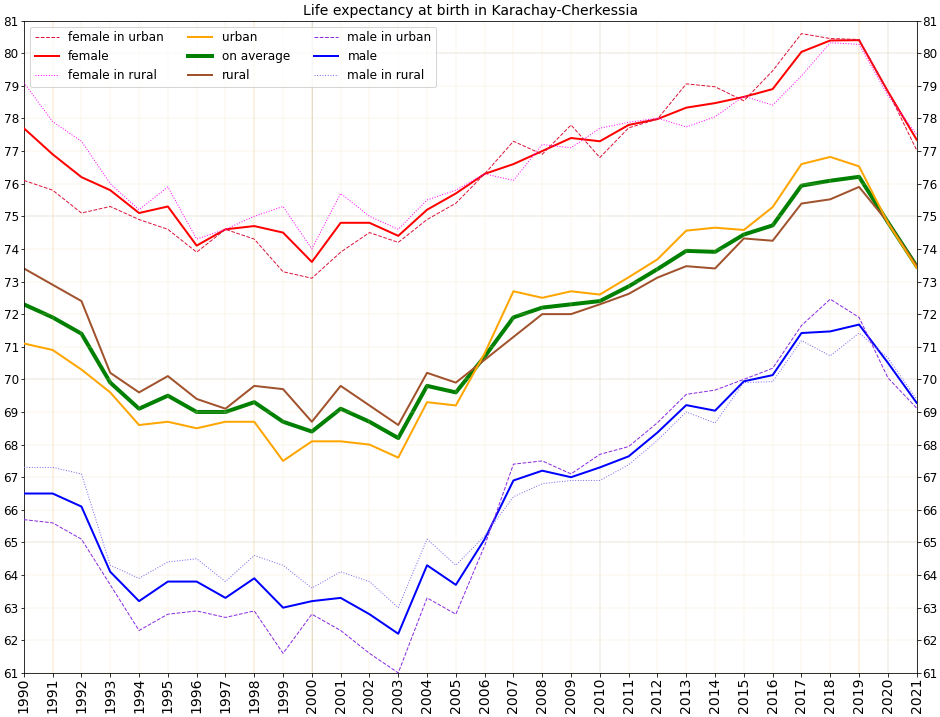
Esperança de vida al néixer a Karatxai-Txerquèssia

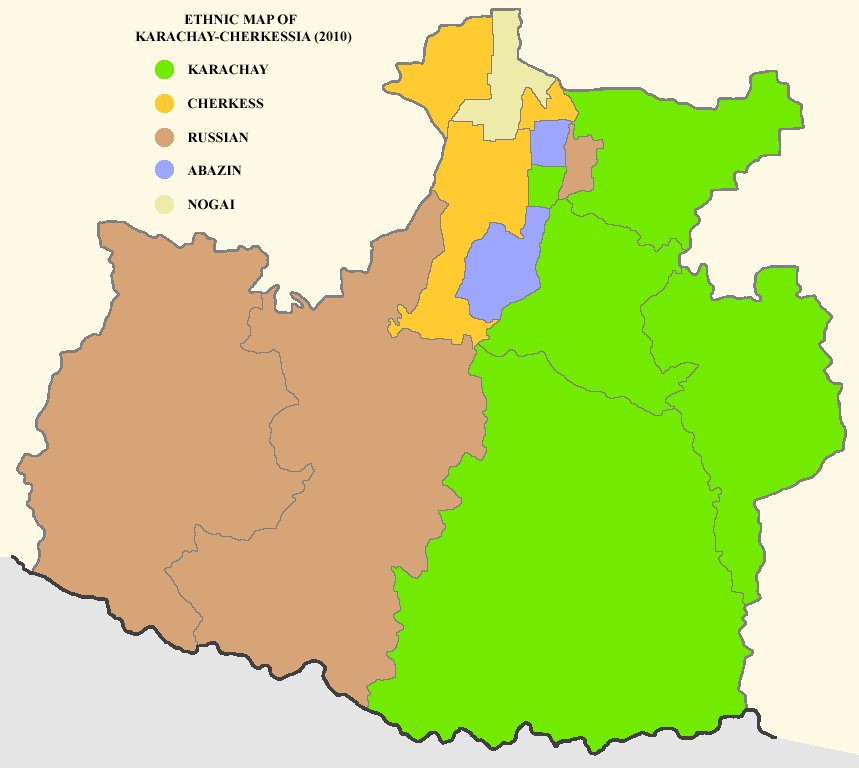
Mapa ètnic de Karatxai-Txerquèssia, 2010

Població: 469.865 habitants (Cens 2021)
Esperança de vida:
|          | 2019      | 2021      |
| -------- | --------- | --------- |
| Mitjana: | 76,2 anys | 73,5 anys |
| Home:    | 71,7 anys | 69,3 anys |
| Dona:    | 80,4 anys | 77,3 anys |

### Estadístiques vitals
|      | Població Mitjana (milers) | Naixements | Defuncions | Canvi natural | Taxa bruta de natalitat (per 1000) | Taxa bruta de mortalitat (per 1000) | Canvi natural (per 1000) | Taxa de Fertilitat |
| ---- | ------------------------- | ---------- | ---------- | ------------- | ---------------------------------- | ----------------------------------- | ------------------------ | ------------------ |
| 1970 | 346                       | 6021       | 2153       | 3868          | 17,4                               | 6,2                                 | 11,2                     |                    |
| 1975 | 357                       | 6619       | 2288       | 4331          | 18,5                               | 6,4                                 | 12,1                     |                    |
| 1980 | 373                       | 7044       | 2794       | 4250          | 18,9                               | 7,5                                 | 11,4                     |                    |
| 1985 | 394                       | 8119       | 3350       | 4769          | 20,6                               | 8,5                                 | 12,1                     |                    |
| 1990 | 422                       | 7218       | 3496       | 3722          | 17,1                               | 8,3                                 | 8,8                      |                    |
| 1991 | 427                       | 7145       | 3713       | 3432          | 16,7                               | 8,7                                 | 8,0                      |                    |
| 1992 | 431                       | 6846       | 3915       | 2931          | 15,9                               | 9,1                                 | 6,8                      |                    |
| 1993 | 433                       | 5569       | 4336       | 1233          | 12,9                               | 10,0                                | 2,8                      |                    |
| 1994 | 434                       | 5786       | 4598       | 1188          | 13,3                               | 10,6                                | 2,7                      |                    |
| 1995 | 437                       | 5633       | 4501       | 1132          | 12,9                               | 10,3                                | 2,6                      |                    |
| 1996 | 439                       | 5281       | 4683       | 598           | 12,0                               | 10,7                                | 1,4                      |                    |
| 1997 | 440                       | 4987       | 4615       | 372           | 11,3                               | 10,5                                | 0,8                      |                    |
| 1998 | 441                       | 4990       | 4537       | 453           | 11,3                               | 10,3                                | 1,0                      |                    |
| 1999 | 441                       | 4523       | 4707       | −184          | 10,3                               | 10,7                                | −0,4                     |                    |
| 2000 | 440                       | 4666       | 4961       | −295          | 10,6                               | 11,3                                | −0,7                     |                    |
| 2001 | 440                       | 4778       | 4911       | −133          | 10,9                               | 11,2                                | −0,3                     |                    |
| 2002 | 440                       | 4927       | 5207       | −280          | 11,2                               | 11,8                                | −0,6                     |                    |
| 2003 | 442                       | 5088       | 5427       | −339          | 11,5                               | 12,3                                | −0,8                     |                    |
| 2004 | 446                       | 5190       | 5059       | 131           | 11,6                               | 11,3                                | 0,3                      |                    |
| 2005 | 450                       | 5194       | 5131       | 63            | 11,5                               | 11,4                                | 0,1                      |                    |
| 2006 | 454                       | 5032       | 4924       | 108           | 11,1                               | 10,8                                | 0,2                      |                    |
| 2007 | 459                       | 6066       | 4626       | 1440          | 13,2                               | 10,1                                | 3,1                      |                    |
| 2008 | 465                       | 6364       | 4731       | 1633          | 13,7                               | 10,2                                | 3,5                      |                    |
| 2009 | 470                       | 6200       | 4711       | 1489          | 13,2                               | 10,0                                | 3,2                      | 1,55               |
| 2010 | 476                       | 6139       | 4737       | 1402          | 12,9                               | 10,0                                | 2,9                      | 1,51               |
| 2011 | 477                       | 6289       | 4664       | 1625          | 13,1                               | 9,7                                 | 3,4                      | 1,54               |
| 2012 | 475                       | 6499       | 4633       | 1866          | 13,7                               | 9,8                                 | 3,9                      | 1,63               |
| 2013 | 471                       | 6547       | 4464       | 2083          | 13,9                               | 9,5                                 | 4,4                      | 1,67               |
| 2014 | 470                       | 6318       | 4553       | 1765          | 13,5                               | 9,7                                 | 3,8                      | 1,65               |
| 2015 | 468                       | 5803       | 4523       | 1280          | 12,4                               | 9,6                                 | 2,8                      | 1,54               |
| 2016 | 467                       | 5575       | 4393       | 1182          | 11,9                               | 9,4                                 | 2,5                      | 1,52               |
| 2017 | 466                       | 5145       | 4346       | 799           | 11,0                               | 9,3                                 | 1,7                      | 1,43               |
| 2018 | 465                       | 4974       | 4137       | 837           | 10,7                               | 8,9                                 | 1,8                      | 1,43               |
| 2019 |                           | 5050       | 4219       | 831           | 10,8                               | 9,1                                 | 1,7                      | 1,48               |
| 2020 |                           | 5135       | 5034       | 101           | 11,0                               | 10,8                                | 0,2                      | 1,53               |
| 2021 |                           | 4470       | 5677       | -1207         | 9,6                                | 12,2                                | -2,6                     | 1,35               |
| 2022 |                           | 4429       | 4460       | -31           | 9,5                                | 9,6                                 | -0,1                     | 1,30               |

Fonts: 1970 a 2008; 2009–2013; 2014–...

### Grups ètnics
Segons el cens de 2021, els karatxais representen el 44,4% de la població de la república, seguits dels russos (27,5%), i els txerquessos i els abazins junts representen el 20,8%.
| Grups Ètnics | Cens de 19261 | Cens de 19261 | Cens de 1939 | Cens de 1939 | Cens de 1959 | Cens de 1959 | Cens de 1970 | Cens de 1970 | Cens de 1979 | Cens de 1979 | Cens de 1989 | Cens de 1989 | Cens de 2002 | Cens de 2002 | Cens de 2010 | Cens de 2010 | Cens de 20213 | Cens de 20213 |
| Grups Ètnics | Nombre        | %             | Nombre       | %            | Nombre       | %            | Nombre       | %            | Nombre       | %            | Nombre       | %            | Nombre       | %            | Nombre       | %            | Nombre        | %             |
| --- | ------------- | ------------- | ------------ | ------------ | ------------ | ------------ | ------------ | ------------ | ------------ | ------------ | ------------ | ------------ | ------------ | ------------ | ------------ | ------------ | ------------- | ------------- |
| Karatxais | 53.175        | 31,3%         | 70.932       | 29,2%        | 67.830       | 24,4%        | 97.104       | 28,2%        | 109.196      | 29,7%        | 129.449      | 31,2%        | 169.198      | 38,5%        | 194.324      | 41,0%        | 205.578       | 44,4%         |
| Txerquessos | 16.1862       | 9,5%          | 17.667       | 7,3%         | 24.145       | 8,7%         | 31.190       | 9,0%         | 34.430       | 9,4%         | 40.241       | 9,7%         | 49.591       | 11,3%        | 56.466       | 11,9%        | 58.825        | 12,7%         |
| Abazins | 13.731        | 8,1%          | 14.138       | 5,8%         | 18.159       | 6,5%         | 22.896       | 6,6%         | 24.245       | 6,6%         | 27.475       | 6,6%         | 32.346       | 7,4%         | 36.919       | 7,8%         | 37.664        | 8,1%          |
| Russos | 40.072        | 23,6%         | 118.785      | 48,8%        | 141.843      | 51,0%        | 162.442      | 47,1%        | 165.451      | 45,1%        | 175.931      | 42,4%        | 147.878      | 33,6%        | 150.025      | 31,6%        | 127.621       | 27,5%         |
| Nogais | 6.263         | 3,7%          | 6.869        | 2,8%         | 8.903        | 3,2%         | 11.062       | 3,2%         | 11.872       | 3,2%         | 12.993       | 3,1%         | 14.873       | 3,4%         | 15.654       | 3,3%         | 17.368        | 3,7%          |
| Ucraïnesos | 32.518        | 19,1%         | 4.104        | 1,7%         | 4.011        | 1,4%         | 4.819        | 1,4%         | 4.555        | 1,2%         | 6.308        | 1,5%         | 3.331        | 0,8%         | 1.990        | 0,4%         | 787           | 0,2%          |
| Altres | 8.082         | 4,8%          | 10.703       | 4,4%         | 13.068       | 4,7%         | 15.138       | 4,4%         | 17.362       | 4,7%         | 22.573       | 5,4%         | 22.253       | 5,1%         | 18.892       | 4,0%         | 15.425        | 3,3%          |
| 1 Els resultats del cens de 1926 es refereixen al territori actual, que és una combinació del OA Txerquès, l'OA Karatxai i les àrees adjacents. Aquestes últimes zones estaven habitades principalment per russos i ucraïnesos. 2 13496 kabardins i 2690 txerquessos més. 3 6597 persones estaven registrades a partir de bases de dades administratives, i no podien declarar una ètnia. S'estima que la proporció d'ètnies en aquest grup és la mateixa que la del grup declarat. |               |               |              |              |              |              |              |              |              |              |              |              |              |              |              |              |               |               |

### Religió
Segons una enquesta de 2012 que va entrevistar 56.900 persones, el 64% de la població de Karatxai-Txerquèssia s'adhereix a l'Islam, el 13% a l'Església Ortodoxa Russa, el 2% a la fe nativa de Karatxai i Circàssia, el 2% són cristians no afiliats, creients cristians ortodoxos sense església o membres d'esglésies ortodoxes russes. A més, el 10% de la població es declara "espiritual però no religiosa", el 3% és atea i el 6% són altres/no declarats.

## Galeria

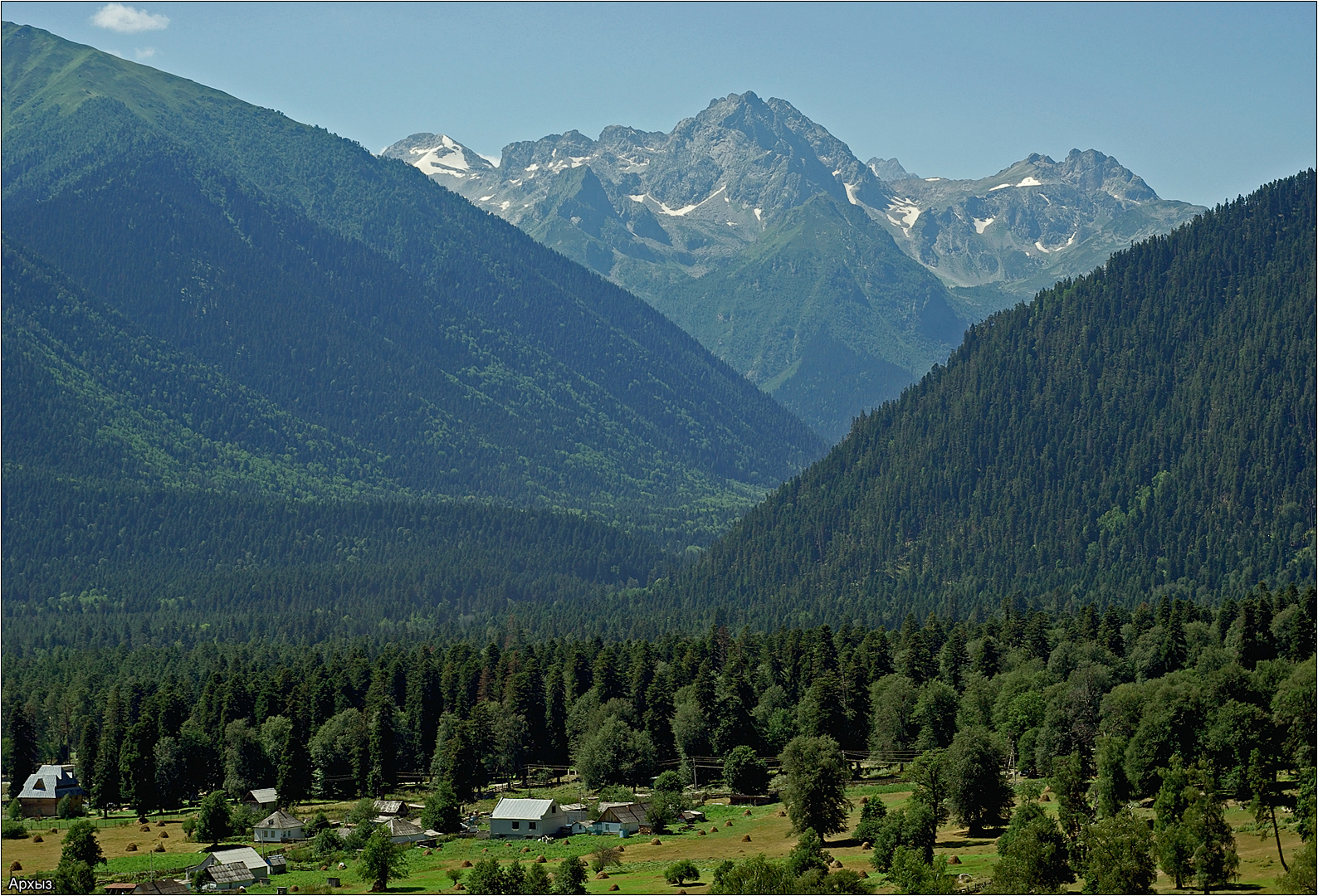
Paisatge muntanyós d'Arkhiz
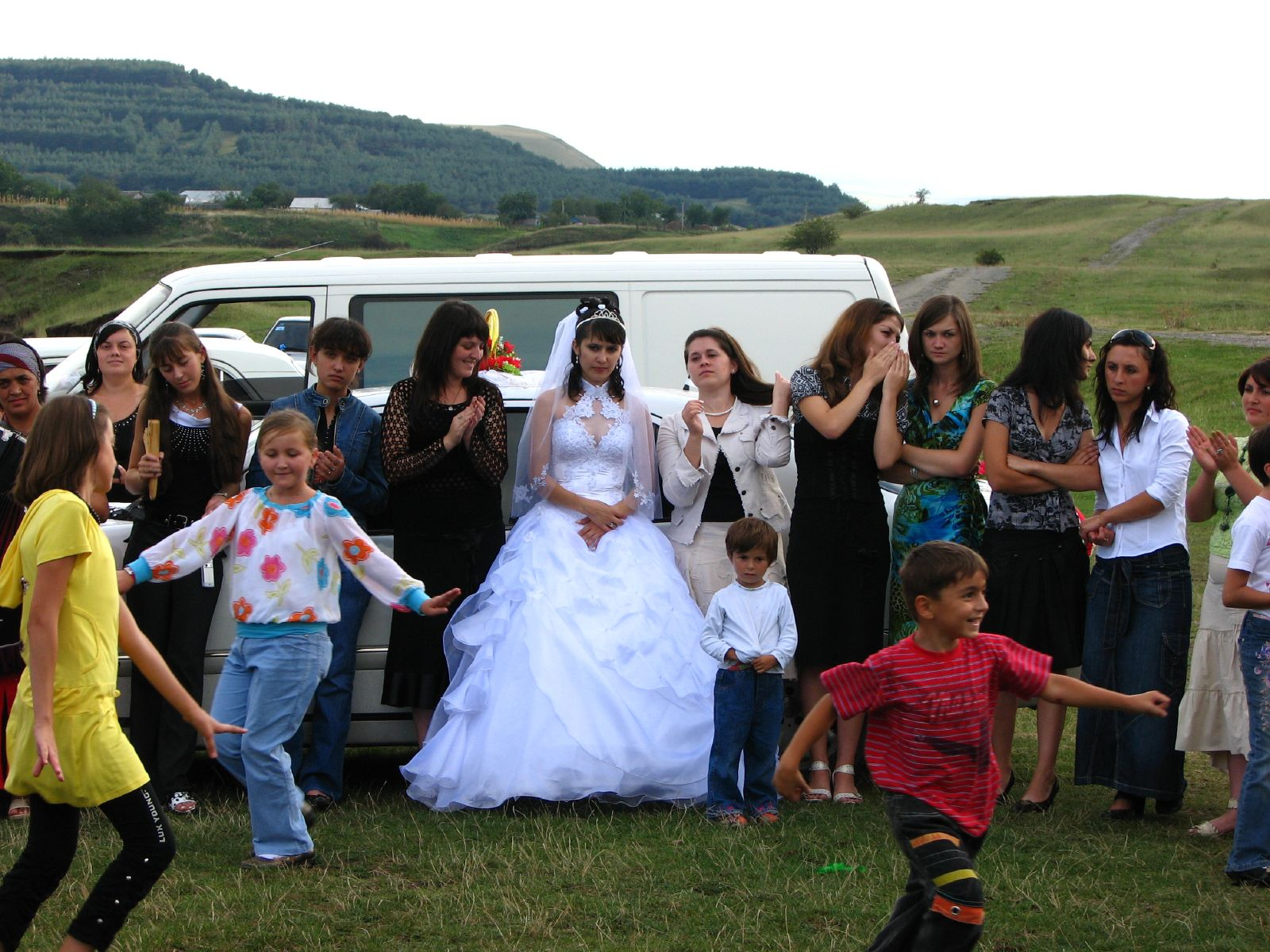
Casament a Karatxai-Txerquèssia
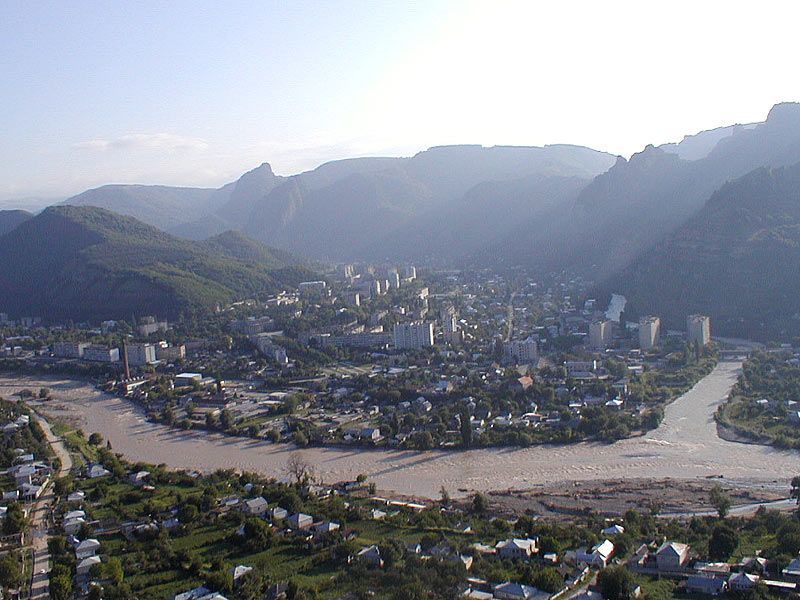
Karatxaievsk
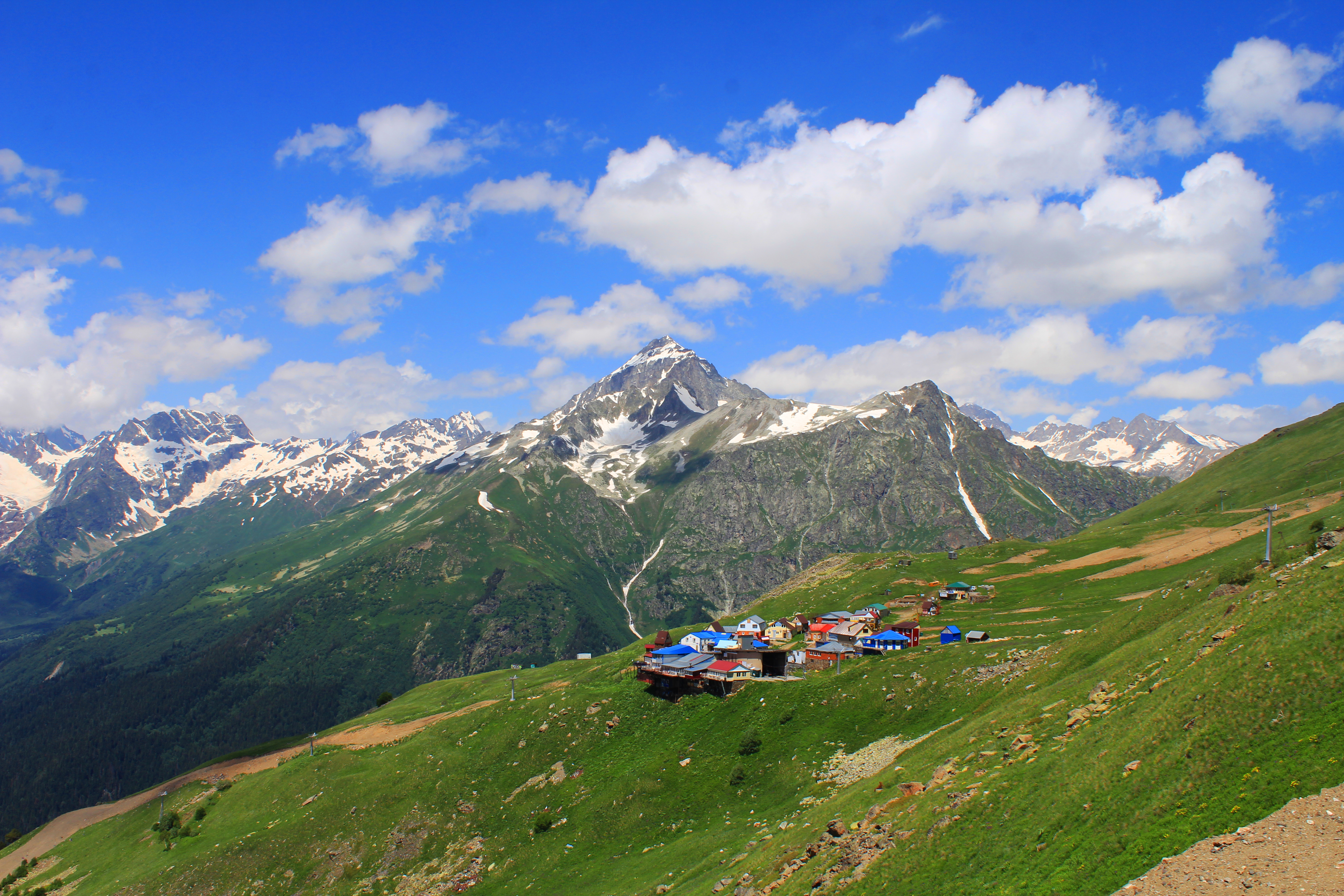
Petit assentament a Karatxai-Txerquèssia
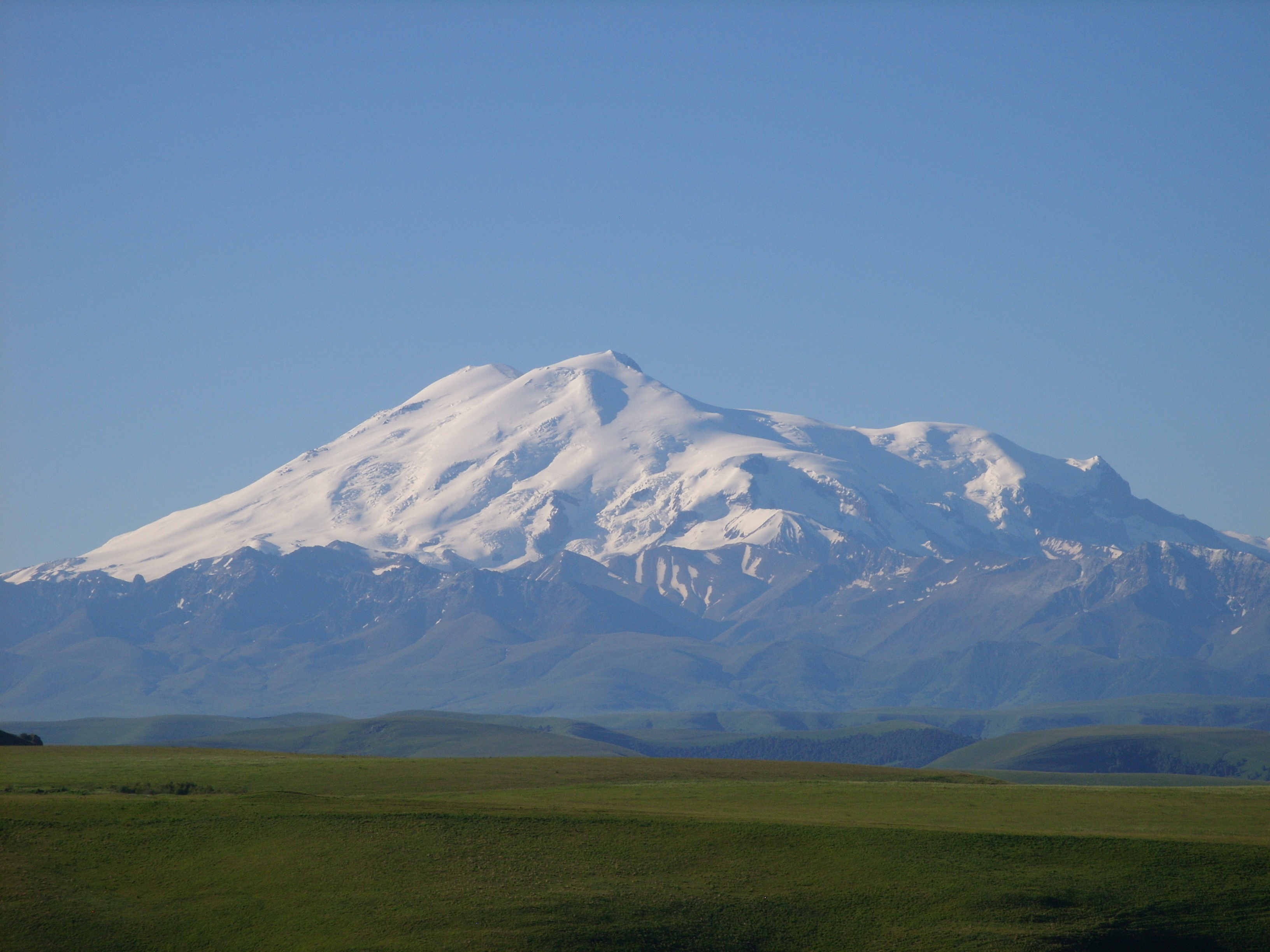
Vista del mont Elbrús des del pas Gumbaixi